# Sugaku
Sugaku (数学 － すうがく, japanisch für ‚Mathematik‘) ist die Bezeichnung für ein solitäres Logikspiel. 

## Sugaku-Spiel
Sugaku ist ein Logikrätsel und ähnelt Sudoku und Minesweeper. In der üblichen Version ist es das Ziel, alle Nummer-Felder zu entdecken, ohne dabei die Foul-Felder aufzudecken. Als zusätzliche Herausforderung läuft eine Stoppuhr. Das Rätsel wurde von Takuma Nezu und Nao Kreuzeder erfunden.
Die erste Version des Spieles erschien auf dem mobilen Betriebssystem Android.

### Regeln und Begriffe
Sugaku ist ein Logikrätsel-Spiel, bestehend aus gitterartig angeordneten Feldern. Es gibt drei Arten von Feldern: 
- Hinweis-Felder: Diese Felder sind am Rand angeordnet und von Anfang an aufgedeckt. Sie sind mit Zahlen versehen, die einen Hinweis darauf geben, wie viele Nummer-Felder sich in der Reihe bzw. Spalte befinden. Das heißt, diese Zahlen können Werte von 0 bis NH bzw. NV annehmen. X = Anzahl der Spalten, Y = Anzahl der Reihe, NH = X − 1, NV = Y − 1
- Nummer-Felder: Diese Felder sind mit Zahlen versehen, die angeben, wie viele Nummer-Felder in ihrer unmittelbaren Umgebung sind. Das heißt, diese Zahlen können nur Werte von 0 bis 8 annehmen.
- Foul-Felder: Diese Felder sind nicht mit Zahlen gekennzeichnet. Sie unterscheiden sich farblich von den Nummer- und Hinweis-Feldern. Ziel des Spieles ist, alle Nummer-Felder aufzudecken, ohne dabei die Foul-Felder aufzudecken.